# Z miłości do dziecka
Z miłości do dziecka – meksykańska telenowela Televisy z 2020 roku, produkcji Lucero Suarez. Remake chilijskiej telenoweli o tym samym tytule.
Polska premiera odbyła się 1 lutego 2021 o 16.00 w TV4.

## Fabuła
Cierpiący na białaczkę Nicolás potrzebuje przeszczepu szpiku. Adopcyjni rodzice chłopca decydują się odnaleźć jego biologicznego ojca. 

## Obsada
Obszerna lista obsady została opublikowana w październiku 2019 przez stronę Mastelenovelas
| Aktor                | Rola                                                                           |
| -------------------- | ------------------------------------------------------------------------------ |
| José Ron             | Pedro Garrido, mechanik, pasjonat piłki nożnej                                 |
| Eva Cedeño           | Elena Villaseñor, kobieta, która będzie walczyć, aby opiekować się swoim synem |
| César Évora          | Nelson López                                                                   |
| Erika Buenfil        | Andrea Espinoza                                                                |
| Nuria Bages          | Ester Salazar                                                                  |
| Omar Fierro          | Horacio Villaseñor                                                             |
| Luz María Aguilar    | Isabel                                                                         |
| Danny Perea          | Gina López                                                                     |
| Ricardo Margaleff    | Agustín „Agus” Preciado, najlepszy przyjaciel Pedro                            |
| Óscar Bonfiglio      | Domingo Garrido                                                                |
| Camila Selser        | Irene Villaseñor                                                               |
| Ara Saldívar         | Gabriela Villaseñor                                                            |
| Ramsés Alemán        | Samuel Garrido                                                                 |
| Arturo Carmona       | dowódca Robles                                                                 |
| Miguel Ángel Biaggio | Modesto Flores                                                                 |
| Gloria Sierra        | Mónica del Villar                                                              |
| Dayren Chávez        | Rosa García                                                                    |
| Mauricio Abularach   | Jimmy                                                                          |
| José Manuel Lechuga  | Chano                                                                          |
| Octavio Ocaña        | Benito Rangel                                                                  |
| Hugo Macías Macotela | Mariano                                                                        |
| Rocío de Santiago    | Inés                                                                           |
| Marcela Salazar      | Bernardina                                                                     |
| Santiago González    | dr Vega                                                                        |
| Sachi Tamashiro      | Vicky                                                                          |
| Leo Herrera          | Nicolás Rioja                                                                  |
| Jorge Salinas        | Ernesto Rioja, ma bardzo wysokie ego i manipuluje                              |